# Văn Chung (nhạc sĩ)
Nhạc sĩ Văn Chung (1914 - 1984) thuộc thế hệ tiên phong của nền tân nhạc Việt Nam, ông là tác giả của những nhạc phẩm nổi tiếng Bóng ai qua thềm, Trên thuyền hoa...
Văn Chung tên thật là Mai Văn Chung, sinh ngày 20 tháng 6 năm 1914, quê quán ở huyện Phù Tiên, tỉnh Hải Hưng, nay thuộc Tp Hưng Yên, tỉnh Hưng Yên. Khởi đầu con đường âm nhạc với những kiến thức ít ỏi tự học, ông chơi mandoline, contrebasse cho các tiệm nhảy ở Hà Nội. Sau đó Văn Chung cùng Lê Yên và Doãn Mẫn thành lập nhóm Tricéa, cùng nhau trình diễn và sáng tác. Năm 1935 ông viết bản nhạc đầu tay Tiếng sáo chăn trâu. Sau đó cùng các thành viên của Tricéa, ông tiếp tục sáng tác những bản như Bên hồ liễu (1936), Bóng ai qua thềm (1937), Hồ xuân và thiếu nữ (1939). Ngoài ra, ông còn tham gia Đoàn kịch Anh Vũ với những nghệ sĩ nổi tiếng như Thế Lữ, Song Kim, Phạm Văn Đôn, Nguyễn Xuân Khoát...
Sau Cách mạng tháng Tám, ông về làm việc tại Đài Phát thanh Tiếng nói Việt Nam. Và khi toàn quốc kháng chiến bùng nổ, Văn Chung cùng các văn nghệ sĩ lên chiến khu, phụ trách văn nghệ trong một số đơn vị quân đội và sau đó chuyển về Đoàn văn công Tổng cục Chính trị. Trong khoảng thời gian 1945-1954, ông sáng tác không nhiều và không có ca khúc nào gây được tiếng vang. Hòa bình lập lại, ông về công tác tại Bộ Văn hóa, từ 1964 ông là giám đốc Nhà hát Giao hưởng - Hợp xướng - Nhạc vũ kịch Việt Nam. Ông còn là uỷ viên thường vụ Ban chấp hành Hội nhạc sĩ Việt Nam khoá II.
Giai đoạn sau 1954, ông lại sáng tác mạnh mẽ. Ca khúc của ông đề cập đến nhiều đề tài, nhưng về đề tài nông thôn kháng chiến, ông có nhiều ca khúc thành công như: Hò dân cày (1954), Gái thôn Đoài, trai thôn Thượng (1956), Tính hẹn cùng Tình (1959), Ba cô gái đảm (1966), Lúa cấy thẳng hàng (1966)...
Văn Chung cũng có nhiều ca khúc viết cho thiếu nhi thành công như Lỳ và Sáo, Lượn tròn lượn khéo, Đếm sao, Trăng theo em rước đèn, Ếch ộp, Trăng xinh ngoan... và một vài kịch hát Sói xám ăn gì?, Miu vàng của mẹ, Những đoá hoa xuân... Ông còn viết một số nhạc phẩm khí nhạc như Tiếng sáo quê hương (cho flute), Hương lúa (cho piano), nhạc cho kịch thơ Lam Sơn tụ nghĩa, nhạc cho một số bộ phim. Ông đã xuất bản tuyển tập Quê tôi giải phóng (Nhà xuất bản Văn Hoá, 1974), Tuyển chọn ca khúc Văn Chung (Nhà xuất bản Âm nhạc, 1974) và album tác giả Văn Chung.
Văn Chung mất ngày 27 tháng 8 năm 1984 tại Hà Nội. Ông được truy tặng Giải thưởng Nhà nước về văn học nghệ thuật năm 2007 và Giải thưởng Hồ Chí Minh về văn học nghệ thuật năm 2012.

## Tác phẩm
- Ăn no đánh thắng (1954)
- Ba cô gái đảm (1966)
- Bác đời đời vẫn sống
- Bẽ bàng
- Bên hồ liễu (1936)
- Bóng ai qua thềm (1937)
- Bướm ơi
- Cả nước đi bầu
- Cấy lúa xuân
- Chào cô cháu về
- Cô thợ xây còn nhớ
- Cười trong nắng xuân
- Đếm sao (1947)
- Đóa hồng nhung
- Đôi mắt huyền
- Đội máy cày quê ta
- Đợi anh về
- Ếch ộp
- Gái thôn Đoài, trai thôn Thượng (1956)
- Hãy giữ gìn lấy Việt Nam
- Hè về tươi sáng thêm lên
- Hò dân cày (1954)
- Hồ Vị Xuyên
- Hồ xuân và thiếu nữ (1939)
- Khúc ca ban chiều
- Lời ca gửi Hà Nội
- Lúa cấy thẳng hàng (1966)
- Lượn tròn lượn khéo (1959)
- Lỳ và Sáo (1947)
- Mừng xuân thống nhất
- Nhớ lời thơ Bác
- Những ngôi sao trên mặt đất
- Nông trường chúng tôi đẹp nắng trung du
- Núi rừng sáng mãi tên em
- Phút giao ca
- Pỉ noọng ơi (1950)
- Quả trứng tròn
- Quân trung du
- Quê tôi giải phóng
- Rặng nhãn Bác Hồ
- Sóng vàng
- Thằng Nhai thằng Nha
- Thơm ngát hương chè
- Tiếng sáo chăn trâu
- Tiếng võng kêu
- Tính hẹn cùng Tình (1959)
- Trăng theo em rước đèn
- Trăng xinh ngoan
- Trên thuyền hoa
- Từng bước đi vững chắc
- Vào Đông Khê
- Vun trồng những tương lai
- Xin lỗi và cảm ơn
- Yêu lắm Sơn Hà

Và một số kịch hát: Miu vàng của mẹ, Những đoá hoa xuân, Sói xám ăn gì? cùng nhạc phẩm khí nhạc Tiếng sáo quê hương (cho flute), Hương lúa (cho piano).